# NGC 6000
NGC 6000 est une galaxie spirale barrée située dans la constellation du Scorpion. Sa vitesse par rapport au fond diffus cosmologique est de 2 328 ± 9 km/s, ce qui correspond à une distance de Hubble de 34,3 ± 2,4 Mpc (∼112 millions d'al). NGC 6000 a été découverte par l'astronome britannique John Herschel en 1834.

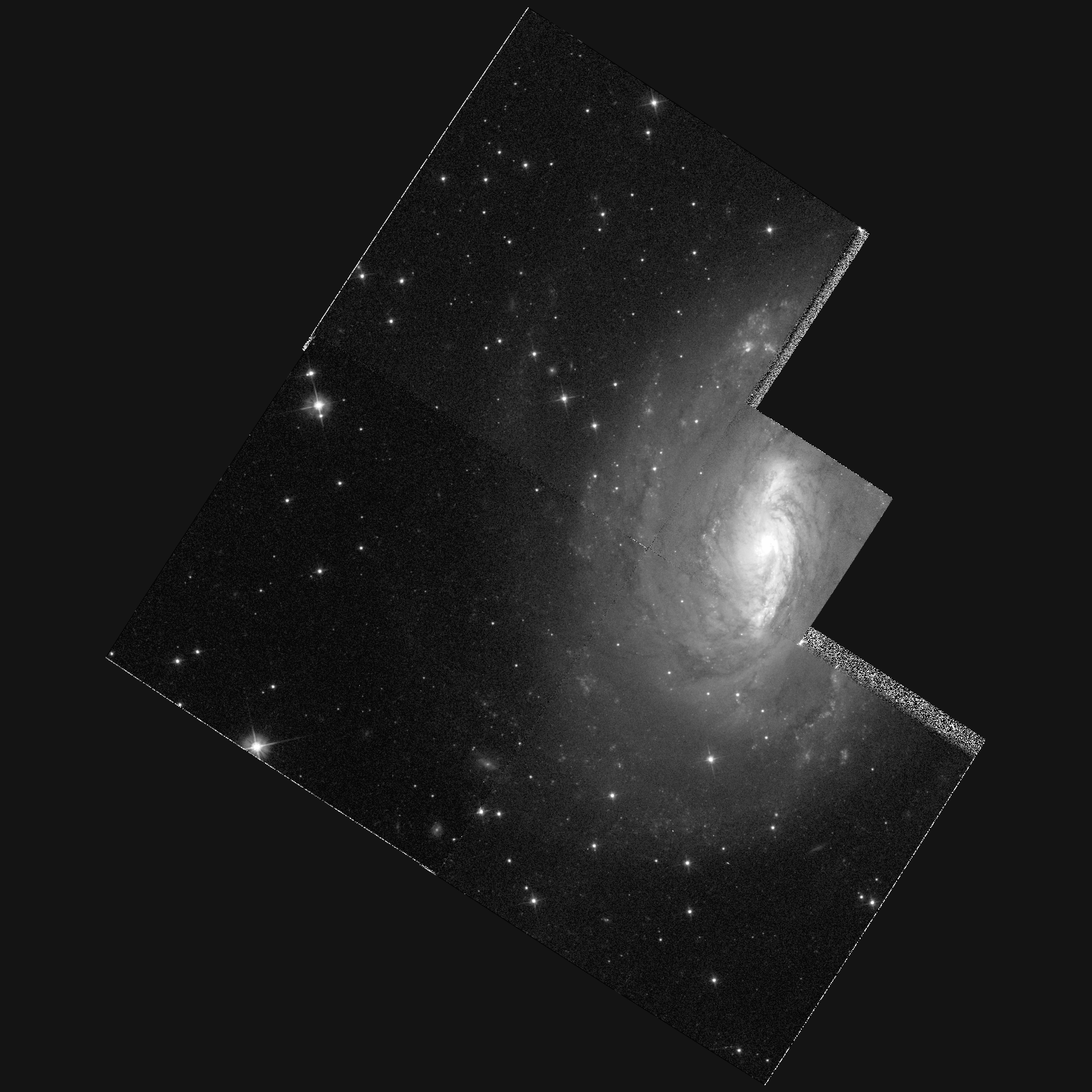
NGC 6000 par le télescope spatial Hubble.

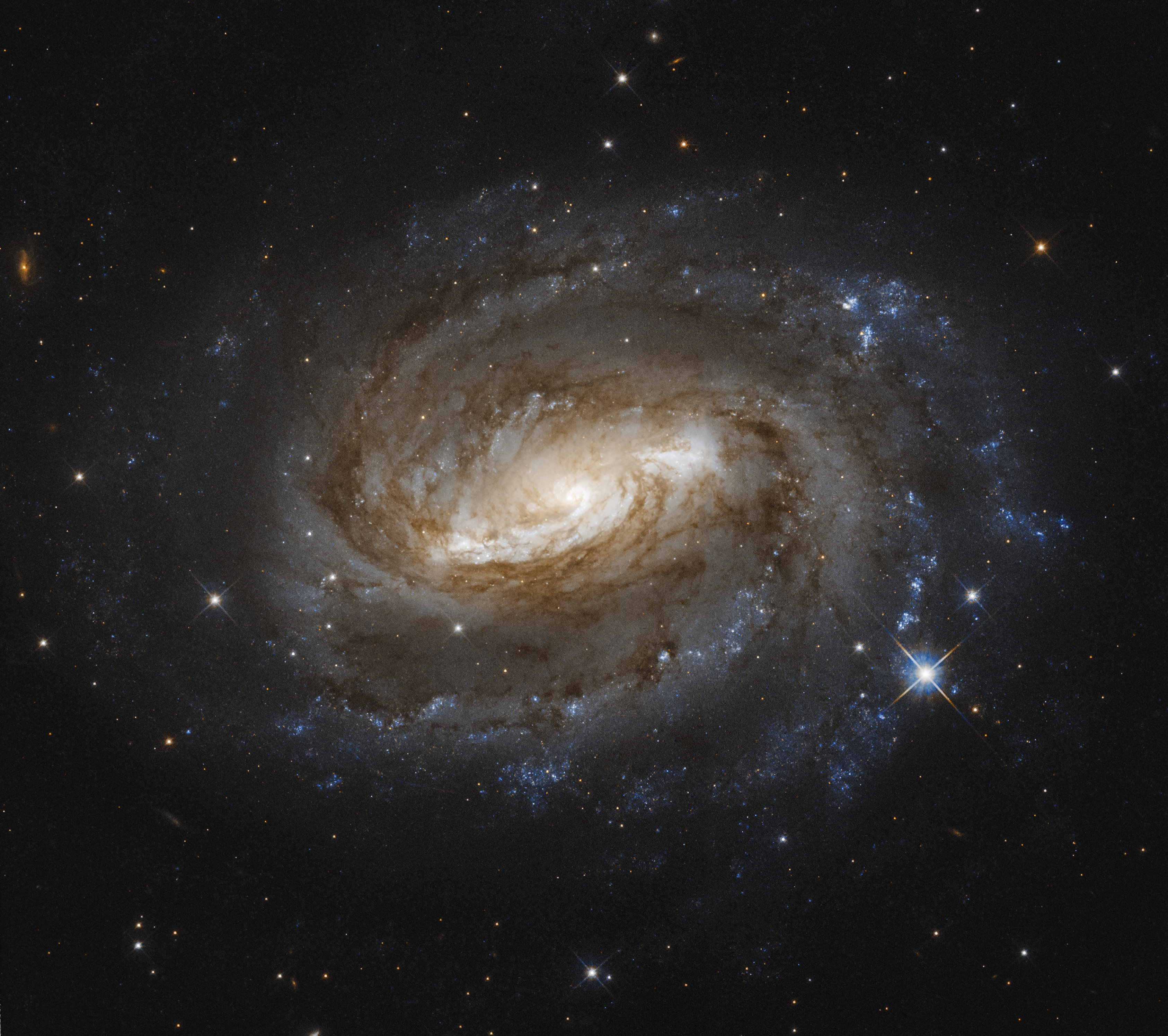
Autre image provenant des données du télescope Hubble. Traitement des données par Judy Schmidt.

NGC 6000 présente une large raie HI et elle renferme des régions d'hydrogène ionisé. De plus, c'est une galaxie lumineuse dans l'infrarouge (LIRG). La luminosité de NGC 6000 dans l'infrarouge lointain (de 40 à 400 µm) est égale à 6,76 × 1010 {\displaystyle L_{\odot }} (1010,83{\displaystyle L_{\odot }}) et sa luminosité totale dans l'infrarouge (de 8 à 1 000 µm) est de 9,33 × 1010 {\displaystyle L_{\odot }} (1010,97{\displaystyle L_{\odot }}). C'est aussi une galaxie à sursaut de formation d'étoiles. Selon la base de données Simbad, NGC 6000 est une galaxie à noyau actif.
À ce jour, cinq mesures non basées sur le décalage vers le rouge (redshift) donnent une distance de 27,240 ± 5,281 Mpc (∼88,8 millions d'al), ce qui est à l'intérieur des valeurs de la distance de Hubble. Notons cependant que c'est avec la valeur moyenne des mesures indépendantes, lorsqu'elles existent, que la base de données NASA/IPAC calcule le diamètre d'une galaxie et qu'en conséquence le diamètre de NGC 6000 pourrait être d'environ 25,5 kpc (∼83 200 al) si on utilisait la distance de Hubble pour le calculer.

## Supernova
Deux supernovas ont été découvertes dans NGC 6000 : SN 2007ch et SN 2010as.

### SN 2007ch
Cette supernova a été découverte le 11 mai 2007 par l'astronome amateur sud africain Berto Monard. Cette supernova était de type II.

### SN 2010as
Cette supernova a été découverte le 19 mars 2010 par une équipe d'astronomes dans le cadre du programme de recherche de supernovas CHASE. (CHilean Automatic Supernova sEarch) de l'université du Chili. Cette supernova était de type Ib/c.